# Wasserkraftwerk Shilongba
Das Wasserkraftwerk Shilongba (chinesisch 石龍壩水電站 / 石龙坝水电站, Pinyin Shílóngbà Shuǐdiànzhàn, englisch Shilongba Hydropower Station) befindet sich am Tanglang-Bach (chin. 螳螂川, Hanyu Pinyin tánglángchuān, dt. „Gottesanbeterinnen-Bach“), einem Flussabschnitt des Flusses Pudu (chin. 普渡河, Hanyu Pinyin pǔdùhé) nördlich des Dorfes Qingyu (chin. 青鱼村, qīngyúcūn) im Bezirk Xishan (chin. 西山区, Pinyin xīshānqū) der Stadt Kunming in der chinesischen Provinz Yunnan und ist das erste Wasserkraftwerk Chinas. Das Kraftwerk wird mit Wasser aus dem Dian-See betrieben.

## Geschichte
Die Bauzeit des Kraftwerkes fand von 1908 bis 1912 statt und belief sich damit auf rund 4 Jahre. Die erste Turbine wurde 1909 von der deutschen Firma Voith geliefert. Der Bau der ersten Halle des Kraftwerkes wurde am 21. August 1910 begonnen und am 28. Mai 1912 produzierte sie offiziell Strom.
Das Wasserkraftwerk steht seit dem 25. Mai 2006 auf der Liste der Denkmäler der Volksrepublik China (6-1055).